# 鹽埔 (大字)
鹽埔，是臺灣屏東縣鹽埔鄉的一個傳統地域名稱，也是全鄉行政中心所在地，位於該鄉東北部。相較於今日行政區，其範圍大致包括仕絨村東半部、鹽北村、鹽中村不含東北端、鹽南村不含南半葉的南部、高朗村北北東端、振興村北北東半部。
本地區境內主要聚落為鹽埔、西瓜園，設有鹽埔國中、鹽埔國小、仕絨國小。

## 歷史
台灣日治初期，鹽埔地區為一街庄，稱為「鹽埔庄」（舊制街庄），隸屬於港西中里。該庄昔日北與埔羗崙庄、田仔庄為鄰，東北及東與大路關庄為鄰，南邊為隘藔庄、新圍庄，西邊為彭厝庄。
1901年（日治明治三十四年）11月11日，全台廢縣廳改設二十廳，該庄隸屬於阿猴廳。1904年（明治三十七年）4月15日，該庄編入「鹽埔區」，隸屬於阿猴廳。1905年（明治三十八年）4月1日，阿猴廳改稱「阿緱廳」。1909年（明治四十二年）10月25日，全台合併二十廳為十二廳，鹽埔區仍隸屬於阿緱廳。1920年（大正九年）10月1日，全台地方制度大改正，廢十二廳改設五州二廳，該庄改制並簡化為「鹽埔」大字，隸屬於高雄州屏東郡鹽埔庄（新制街庄）。
戰後鹽埔庄改制為鹽埔鄉，隸屬於高雄縣，大字亦改制為村。1950年（民國39年）10月1日，高、屏分治，鹽埔鄉改隸屬於屏東縣。

## 聚落
本地區發展較早的聚落為鹽埔、西瓜園，在日治初期的官方地圖上已有記載。

## 交通
省道台24線是屏東至阿禮的幹道，經過本地區東南部南側的西瓜園聚落。由該道路西行可前往長治鄉、屏東市，並止於頭前溪地區的省道台3線轉角路口；東行可前往內埔鄉東北端、三地門鄉、霧台鄉，並止於里程44.5公里處。
省道台27線是荖濃至烏龍的幹道，經過本地區的鹽埔聚落。由該道路北行可前往高樹鄉、高雄市六龜區，並止於荖濃地區下荖濃聚落的省道台20線路口；南行可前往九如鄉/長治鄉交界地帶、屏東市、萬丹鄉、新園鄉等地。
鄉道屏19線是仕絨至德協的道路，其北側端點（起點）位於本地區西部的鄉道屏22線路口。
鄉道屏24線是豐田至鹽埔的道路，其東側端點（終點）位於本地區中西部的省道台27線路口。
鄉道屏22線是茄苳腳至振興的道路，其東側端點（終點）位於本地區東南部南側邊界地帶、西瓜園聚落的省道台24線路口，由此向北轉西北西出境後再入境，會經過本地區的鹽埔聚落。

## 學校
- 鹽埔國中
- 鹽埔國小
- 仕絨國小

## 公務機關
- 鹽埔鄉公所
- 屏東縣里港戶政事務所鹽埔辦公室
- 屏東縣政府警察局里港分局鹽埔分駐所
- 屏東縣政府消防局第一大隊鹽埔消防分隊